# Onni Soininen
Onni Soininen (Espoo, 1998) è un giocatore di football americano finlandese che gioca come linebacker per i Potsdam Royals.
Ha giocato per una squadra statunitense di high school e una universitaria, per poi passare nella prima squadra degli Helsinki Wolverines. Dopo una stagione agli United Newland Crusaders è tornato agli Wolverines ed è in seguito passato ai tedeschi Potsdam Royals.

## Palmarès
- 2 GFL-Bowl (Potsdam Royals, 2023, 2024)
- 1 Spaghettimalja (United Newland Crusaders, 2020)